# Ligne Hindenburg
Pour les articles homonymes, voir Hindenburg.
La ligne Hindenburg est un vaste système de défenses et de fortifications au nord-est de la France pendant la Première Guerre mondiale. Elle est construite par les forces armées allemandes pendant l'hiver 1916-1917. La ligne s'étend sur près de 160 km, de Lens, près d'Arras (Pas-de-Calais), jusqu'à l'Aisne, près de Soissons. Elle a été construite en cinq mois par 500 000 ouvriers dont des civils allemands et des prisonniers de guerre russes. Les Allemands voulaient mettre en œuvre une stratégie défensive fondée sur la fortification de leur ligne. Ils s'installent donc en hauteur afin de tirer en contrebas sur les troupes des Alliés.

## Histoire

### Contexte historique
En 1916, la guerre commence à tourner au désavantage de l’Empire allemand. L’armée allemande n’a pas réussi à saigner l’armée française à blanc à Verdun comme prévu et commence à reculer dans la Somme. Par ailleurs, les ordres d’Erich von Falkenhayn, qui refuse de céder le moindre mètre de terrain et impose la reprise du terrain perdu, entraînent de lourdes pertes, affaiblissant de plus en plus les forces allemandes. En raison de ses échecs, Falkenhayn est remplacé en août 1916 par Erich Ludendorff et une nouvelle stratégie commence à être élaborée. Le 8 septembre, Paul von Hindenburg, Ludendorff et les autres principaux généraux se réunissent dans ce but à Cambrai et décident d’adopter sur le front de l’ouest une stratégie plus défensive.

### Construction
À l’issue de la conférence de Cambrai, une étude de faisabilité est ordonnée pour la construction de deux lignes fortifiées entre Arras et Laon d’une part et entre Étain et Pont-à-Mousson d’autre part. Le but de ces lignes est de raccourcir le front en éliminant des saillants, permettant ainsi de libérer des troupes. Alors que les préparatifs progressent, l’état-major décide le 4 novembre d’ajouter un segment entre Arras et La Bassée. Peu de temps après, deux autres segments sont planifiés, un entre La Bassée et Ostende pour fermer le front au nord, et l’autre entre Péronne et Étain afin de joindre les parties occidentales et orientales de la ligne. Une fois ces parties de la ligne terminées, il est prévu de la prolonger vers le sud en Lorraine et en Alsace.
L’ordre de construction est donné à la fin du mois de septembre 1916, toutefois la construction ne peut commencer immédiatement. En effet, il faut préparer des infrastructures de support et rassembler les matériaux et la main d’œuvre nécessaires. Le programme est dirigé par des états-majors de construction, composés d’un général entouré d’officiers appartenant aux différentes armes concernées : ingénieurs, artilleurs, mitrailleurs, etc. L’ensemble est supervisé par le colonel Kraemer et au général Ludwig Lauter.
Bien que cela viole les conventions internationales, les tâches ne nécessitant pas de main d’œuvre qualifiée sont attribuées à des prisonniers russes, environ 50 000, et à des civils belges raflés et mis au travail de force. Les travaux plus techniques, comme la préparation des abris en béton ou la pose de rails sont confiés à des soldats et à des ouvriers allemands sous contrat. Au total, environ 70 000 travailleurs sont employés sur le chantier.

### Mise en service
La situation de l’armée allemande se dégrade pendant l’hiver, ce qui amène Ludendorff à donner l’ordre d’accélérer la construction de la ligne de défense. Il doit toutefois se résoudre à prévoir sa mise en service pour le début du mois de mars, bien avant ce qu’il avait espéré. L’opération Alberich est lancée le 9 février afin de permettre la retraite des troupes depuis le front jusqu’à la ligne fortifiée. Celle-ci consiste à pratiquer la politique de la terre brûlée sur toute la zone évacuée : les villes et villages sont rasés, les infrastructures détruites, des mines et des pièges posés partout.

## Description
La ligne Hindenburg, entre Lens et Saint-Quentin est divisée en cinq zones, nommées respectivement (du nord au sud) :
1. Preuss Stellung ;
2. Bayern Stellung ;
3. Wotan Stellung ;
4. Siegfried Stellung, considérée comme la plus résistante (à ne pas confondre avec la ligne Siegfried, construite à la frontière franco-allemande avant la Seconde Guerre mondiale) ;
5. Alberich Stellung.

Cette ligne Hindenburg est doublée en arrière de deux autres lignes : 
- de Douai à Pagny-sur-Moselle par Cambrai, Guise, Rethel, Vouziers et Dun-sur-Meuse

1. Hunding Stellung ;
2. Brunhilde Stellung ;
3. Kriemhilde Stellung;
4. Michel Stellung ;
5. Freia Stellung.

- de Douai à Metz par Le Quesnoy, Le Cateau, Hirson, Mézières, Sedan, Montmédy et Briey

1. Hermann Stellung ;
2. Hagen Stellung.

Elle était défendue par des casemates équipées de mitrailleuses assurant un tir croisé afin de pallier le problème de la position à contre-pente, c'est-à-dire que l'angle mort d'une mitrailleuse était comblé par l'angle de tir d'une autre.
Cette défense comprend trois lignes de retranchement établies sur une dizaine de kilomètres de profondeur. Chaque retranchement est formé de deux ou trois lignes de tranchées précédées par une zone de mise à mort et une grande largeur (au moins une dizaine de mètre) de réseaux de fil de fer barbelé ; des casemates bétonnés avec des mitrailleuses sont installés dans tous les coins ; des pièges à tank chargés d'explosifs, sont disposés  méthodiquement et d'une façon continue, entre les réseaux  de fil de fer de la première tranchée. Les soldats disposent de baraquements enterrés aptes à résister au bombardement intense qui précède l'assaut. L'ensemble constitue une position fortifiée, facile à défendre et bien difficile à prendre.
Malgré cela, la ligne sera conquise par les Alliés durant l'offensive des Cent-Jours et la bataille de la ligne Hindenburg, en septembre 1918.